# 姜文汉
姜文汉（1936年5月9日—），浙江平湖人，光学技术专家，中国工程院院士。
1995年，获选中国工程院信息与电子工程学部院士。